# 김용기 (농촌 운동가)
김용기(金容基, 1909년 9월 5일 ~ 1988년 8월 1일)는 대한민국의 개신교 농촌 운동가이다. 호는 '일가 (一家)'.
경기도 양주군 초부면 봉안리(현 남양주시 조안면 능내리)에서 태어나 광동학교를 졸업하였다. 1931년 경기도 양주군에 봉안 이상촌(理想村)을 건설하고, 1943년에 일제의 감시를 받았던 여운형이 이상촌에 참여 하며 독립운동에 공헌 하였다..
1955년 경기도 광주군 동부면 풍산리(현 경기도 하남시 풍산동)에 가나안 농장을 설립하였다. 1962년 가나안 농군학교를 설립하여, 많은 농촌 일꾼을 길러 내는 요람으로 만들었다. 1962년 농림부 장관상·향토문화 공로상을 수상했고, 1964년 공군 참모총장 감사장과 협조 상패를, 1966년 막사이사이상 복지 부문상을, 1973년 초대 인촌문화상을 받았다. 그의 철학은 '일하지 않으면 먹지도 말라'처럼 노동과 삶의 연관성을 기독교 적으로 해석하여 새마을 운동의 정신적 바탕을 세웠다.

## 가족 관계
- 아들 : 김종일 (1930년 ~ 2020년 12월 8일)
- 아들: 김범일 (1936년 ~ )

## 같이 보기
- 가나안 농군학교
- 세계가나안운동 (World Cannaan Movement) UN DPI NGO
- 막사이사이상
- 일가재단

## 저서
- 참 살 길 여기 있다
- 가나안으로 가는 길

## 가나안 농군 학교
- (제1 가나안 농군학교 ) 보관됨 2006-10-05 - 웨이백 머신
- (제2 가나안 농군학교)
- 세계가나안운동 (World Cannaan Movement) UN DPI NGO
- (일가기념상 재단)
- (영남 가나안 농군학교)

## 참고 문헌
1. 1 2  “가나안학교 설립 김용기 전기 출간”. 매일경제. 2009년 4월 6일. 2009년 4월 19일에 확인함.[깨진 링크(과거 내용 찾기)]
2. ↑  <<KBS 인물 현대사, 여운형편>>
3. ↑  김용기 장로는 여운형을 스승으로 모셨다고 알려져 있다.
4. ↑  “【정성구칼럼】복음 운동과 새마을 운동 - 본헤럴드”. 2020년 1월 28일. 2020년 1월 28일에 확인함.